# Liczydło górskie
Liczydło górskie (Streptopus amplexifolius Rich.) – gatunek byliny należący do rodziny liliowatych (Liliaceae). Występuje w Ameryce Północnej, środkowej i południowej Europie oraz we wschodniej Azji. W Polsce rośnie w lasach Sudetów, Karpat, w Górach Świętokrzyskich i na Wyżynie Śląskiej.

## Morfologia

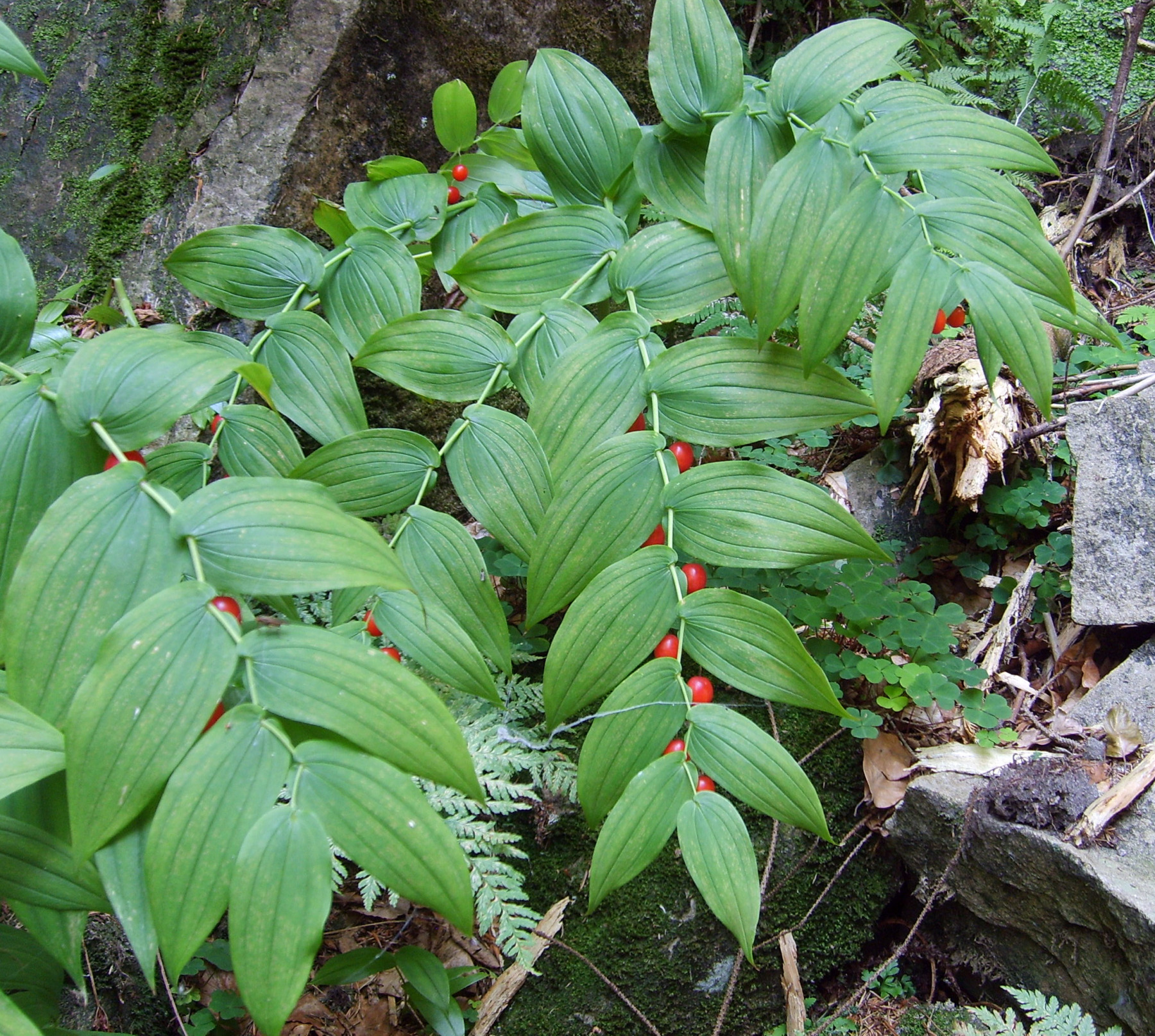
Pokrój

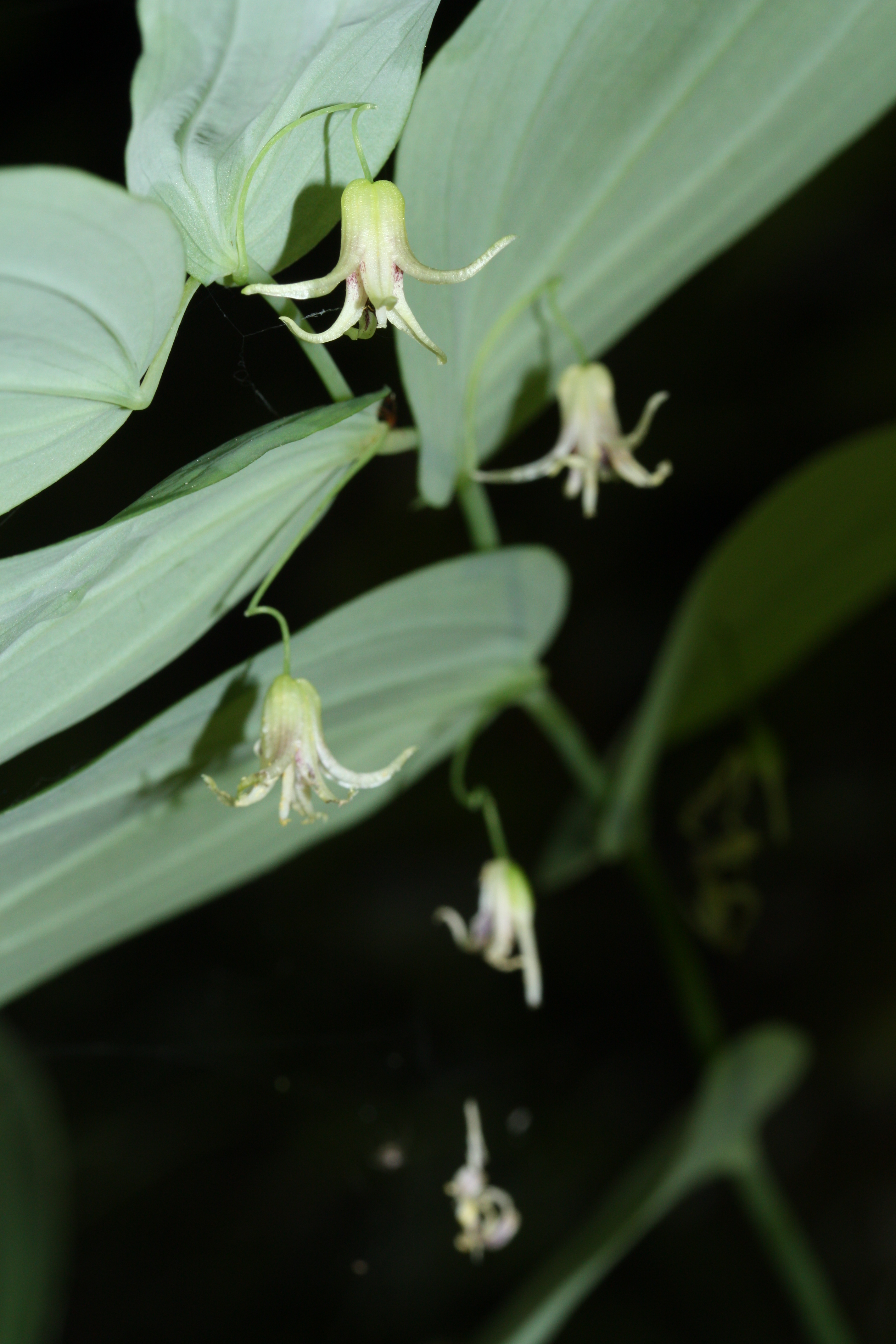
Kwiaty

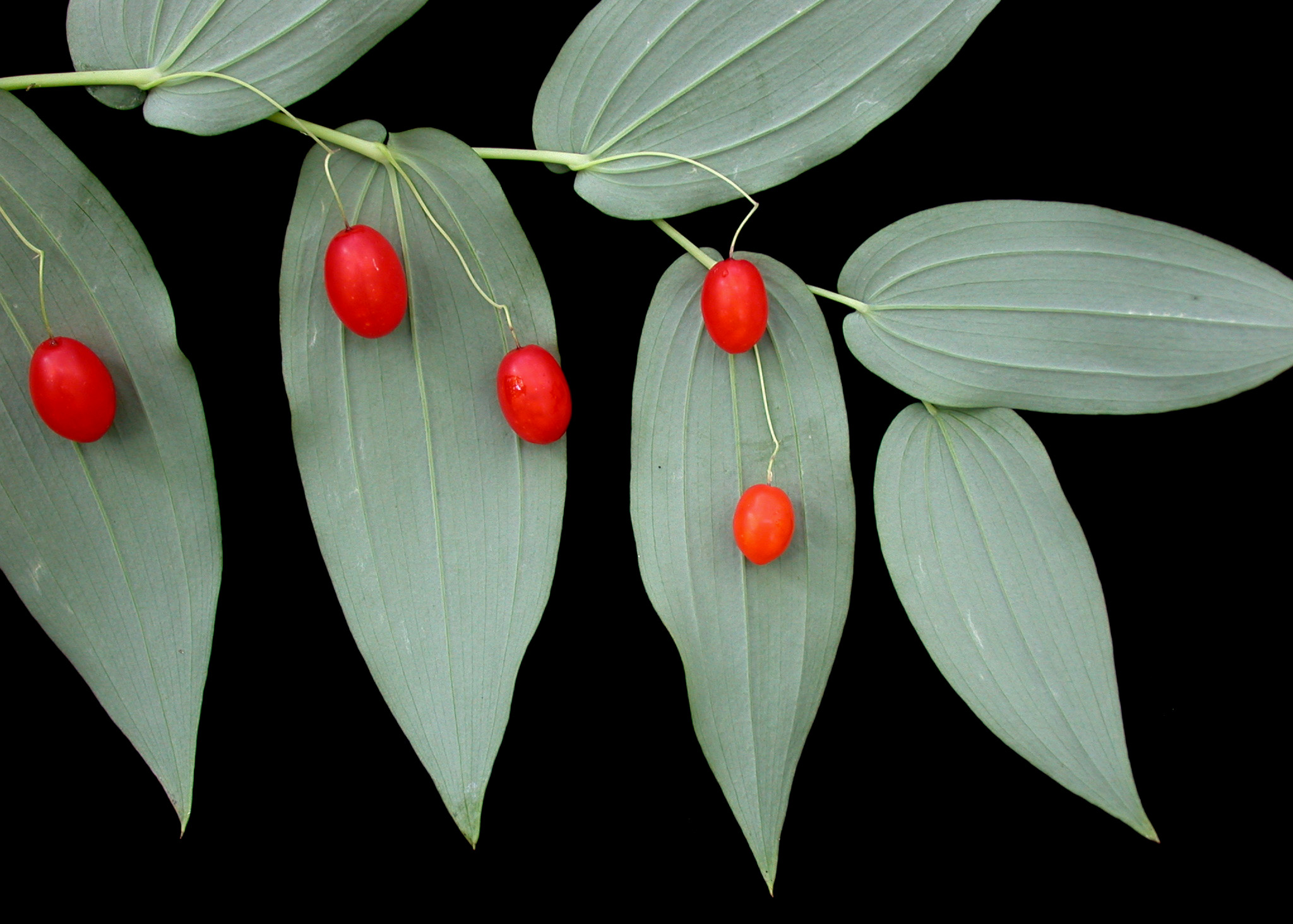
Owoce

ŁodygaCharakterystyczna łodyga tej rośliny osiągająca wysokość do 1 m załamuje się w sposób zygzakowaty. Jest kanciasta i przeważnie naga.
LiścieKażde załamanie łodygi opatrzone jest podłużnymi liśćmi ułożonymi skrętolegle. Podłużnie jajowate i nagie liście o długości do 10 cm są bezogonkowe, sercowatymi nasadami obejmują łodygę.
KwiatyW kątach pod spodem liści wyrastają po 1–2 kwiaty na długich, nagich i kolankowato zagiętych szypułkach. Okwiat zbudowany z 6 białych i wolnych działek o długości do 1 cm. 6 pręcików połączonych łącznikiem w kształcie sztyletu. Roślina kwitnie najczęściej w drugiej połowie maja oraz na początku czerwca.
OwocPojedyncze owoce w postaci kulistych jagód, które dojrzewając, osiągają średnicę do 1 cm i nabierają krwisto czerwonego koloru. W środku zawierają liczne nasiona.
Część podziemnaPosiada czołgające się kłącze.

## Biologia i ekologia
Geofit ryzomowy. Występuje w lasach do piętra kosówki, ale główny obszar jego występowania to regiel górny. Rośnie zarówno na podłożu wapiennym, jak i granitowym. W klasyfikacji zbiorowisk roślinnych gatunek charakterystyczny dla Cl. Betulo-Adenostyletea.